# Унава
Унава — река в Житомирской и Киевской областях Украины. Правый приток реки Ирпень (бассейн Днепра).

## География
Длина 87 км. Площадь бассейна 680 км². Исток находится близ села Городище. Впадает в реку Ирпень близ села Черногородка. Высота устья 125,9 м.
Пойма местами заболоченная, шириной до 600 м. Русло шириной преимущественно 2-10 м, на протяжении 34 км сток регулируется. Питание смешанное. Ледостав с начала декабря по март. Гидрологический пост у Фастова существует с 1949 года. Создано Фастовское водохранилище. Используется на нужды технического водоснабжения, орошения.
В Фастовском районе 20 августа 1996 года был создан ландшафтный заказник общегосударственного значения Урочище Унава, площадью 974 га, занимая долину и пойму реки.
Течёт по территории Андрушёвского, Попельнянского, Брусиловского районов Житомирской области и Фастовского района Киевской области.
На реке находится город Фастов и населенные пункты: Войтовцы, Сокольча, Квитневое, Ерчики, Романовка, Дмитровка, Волица.
Притоки: Лозинка, Плиська и др.